# John Henry Maunder
John Henry Maunder (* 21. Februar 1858 in Chelsea (London); † 21. Januar 1920 in Brighton) war ein englischer Organist und Komponist.

## Biographie
John Henry Maunder wurde im Londoner Stadtteil Chelsea geboren und studierte an der Royal Academy of Music in London. Er war Organist an der Kirche St Matthew’s in Sydenham (1876–77), an St Paul’s, Forest Hill (1878–79) und an Kirchen in Blackheath und Sutton. Er war ab 1881 Chorleiter der Civil Service Vocal Union.

## Werke
Maunder komponierte einige Kirchenkantaten. Seine Passionskantate Olivet to Calvary gehörte bis weit ins 20. Jahrhundert hinein zum Standardrepertoire englischer Chöre für die Passionszeit, ganz vergleichbar mit John Stainers Crucifixion. Zu seinen selten aufgeführten weiteren Kantaten gehören Bethlehem sowie Penitence, Pardon and Peace und The Martyrs. Maunder komponierte auch Operetten.